# Ailier (rugby à XV)
Pour les articles homonymes, voir Ailier.
Ne doit pas être confondu avec Ailier (rugby à sept) ou Ailier (rugby à XIII).

Les ailiers se situent aux postes 11 et 14.

Ailier ou trois-quarts aile (en anglais : wing) est un poste de rugby à XV. On trouve deux ailiers dans une équipe et les titulaires portent généralement les numéros 11 et 14 (ailiers gauche et droit).
Les deux ailiers constituent avec les deux centres la « ligne de trois-quarts ».

## Description du poste

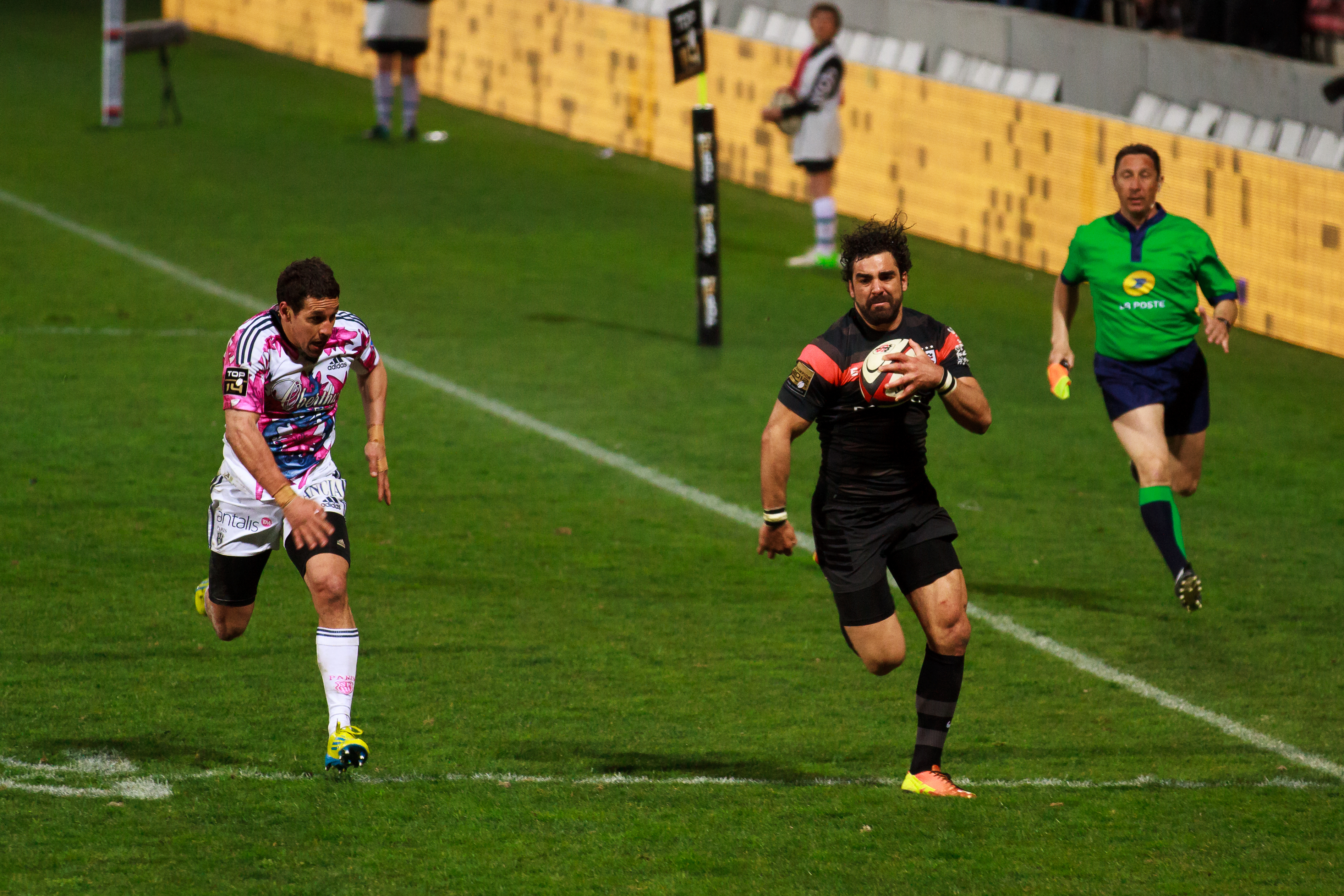
L'ailier français Yoann Huget sous le maillot du Stade Toulousain file dans l'en-but, laissant le Parisien Julien Arias derrière lui.

L'ailier anglais Chris Ashton marquant un essai avec les Northampton Saints.

Les ailiers se situent au bout de la ligne d'attaque. Leur rôle offensif principal est de conclure l'action amorcée par les trois-quarts. Ce sont donc des finisseurs et en général, les meilleurs marqueurs d'essais d'une équipe. Les ailiers sont souvent les joueurs les plus rapides de leur équipe. En effet, à ce poste, la vitesse est primordiale car elle doit leur permettre de s'infiltrer dans l'espace non occupé pour aller marquer un essai, certains ailiers sont même capables de courir le 100 m en moins de 11 secondes. En phase offensive, ils ne doivent pas forcément se cantonner à leur aile et peuvent aller de l'autre côté afin de créer des surnombres pour passer la défense. S'ils sont surtout réputés pour leurs essais marqués, ils doivent être de bons défenseurs et plaqueurs pour défendre sur leur vis-à-vis mais aussi empêcher les touches (dans la mesure du possible) qui permettent à l'adversaire d'occuper le terrain.
Du fait de l'isolement des ailiers au bout de la ligne d'attaque, les joueurs jouant à ce poste ont moins d'adversaires directs à défier. Pendant longtemps, leur puissance étant peu sollicitée, c'est surtout la rapidité qui déterminait le joueur évoluant à ce poste. La titularisation de joueurs plus lourds et extrêmement puissants comme le néo-zélandais Jonah Lomu (qui pesa jusqu'à 118 kg et qui courait le 100 m en moins de 11 secondes) à ce poste, dans les années 1990, a considérablement modifié le profil type de l'ailier. Désormais, l'ailier moderne a souvent tendance à être la fois rapide et costaud, comme le sont souvent les joueurs originaires des îles Tonga, Samoa, qui exploitent alors leur inertie pour ne plus pouvoir être stoppés une fois lancés. Jonah Lomu fut l'exemple le plus frappant de ce nouveau type d'ailier, symbolisant les transformations qu'a impliquées le passage au rugby professionnel. Il reste toutefois des ailiers de gabarit plus modeste jouant davantage sur leur tonicité et leurs appuis dans les petits espaces comme Shane Williams ou Vincent Clerc.

## Joueurs emblématiques
Voici une liste de joueurs de joueurs ayant marqué leur poste, membres du temple de la renommée World Rugby ou élus meilleurs joueurs du monde World Rugby :
- David Campese
- Gerald Davies
- Ieuan Evans
- Bryan Habana
- John Kirwan
- Brian Lima
- Jonah Lomu
- Basil MacLear
- Tony O'Reilly
- Daisuke Ohata
- Yoshihiro Sakata
- Bryan Williams
- John Lewis Williams
- Shane Williams
- Portia Woodman